# Stazione di Basiliano
La stazione di Basiliano è una stazione ferroviaria di superficie di tipo passante, della linea ferroviaria Venezia-Udine.

## Storia
La stazione venne aperta all'esercizio il 21 luglio 1860 con il nome di Pasian Schiavonesco, in seguito all'attivazione del tratto ferroviario che collegava la stazione di Casarsa alla stazione di Udine provenendo da Venezia. Il nome della stazione venne cambiato in quello attuale dopo il 1923 in seguito al cambio di nome della località.
La stazione venne usata da Vittorio Emanuele III d'Italia durante la prima guerra mondiale per raggiungere il vicino fronte: a ricordo di ciò sulla parte frontale del fabbricato viaggiatori è presente una lapide marmorea che recita:

## Strutture e impianti
La stazione disponeva di uno scalo merci con annesso magazzino; accanto al fabbricato viaggiatori è presente un altro edificio a un solo piano, che ospita i servizi igienici.
Il piazzale è composto da due binari di corsa: il binario 1 è riservato ai treni diretti a Udine mentre il secondo binario viene utilizzato per i treni in direzione Casarsa; è presente anche il binario 3, per eventuali precedenze; i binari sono dotati di intercomunicazioni su entrambi i lati.
I due binari sono dotati di banchina, riparati da una pensilina e collegati fra loro da un sottopassaggio.

## Movimento
La stazione è servita da treni regionali svolti da Trenitalia nell'ambito del contratto di servizio stipulato con le Regioni interessate.

## Servizi
La stazione dispone dei seguenti servizi:
- Biglietteria automatica
- Sala di attesa
- Servizi igienici